# Rituelen (film)
Rituelen is een Nederlandse film uit 1989 van Herbert Curiël.
De film heeft als internationale titel Rituals.
Het verhaal is gebaseerd op het in 1981 verschenen, met de Ferdinand Bordewijk Prijs bekroonde boek Rituelen van Cees Nooteboom.
Het complexe, met flashbacks naar hun beider familiegeschiedenissen doorspekte verhaal vertelt over de ontmoeting tussen Inni Wintrop en de door Japanse mystiek gefascineerde Philip Taads.
Een sleutelscène vormt de met aandacht in beeld gebrachte Japanse theeceremonie.

## Cast
| Acteur               | Personage     |
| -------------------- | ------------- |
| Derek de Lint        | Inni Wintrop  |
| Thom Hoffman         | Philip Taads  |
| Sigrid Koetse        | tante Theresa |
| Ton Lensink          | Arnold Taads  |
| Johan Ooms           | Riezenkamp    |
| Jérôme Reehuis       | Roozenboom    |
| Sheryn Hylton Parker | Zita          |

1896-1909 · 1910-19 · 1920-29 · 1930-39 · 1940-49 · 1950-59 · 1960-69 · 1970-79 · 1980-89 · 1990-99 · 2000-09 · 2010-19
· 2020-29